# Crotalus cerastes
Crotalus cerastes és una espècie de rèptil verinós de la família Viperidae i subfamília Crotalinae. Habita en el sud-oest dels Estats Units i el nord-oest de Mèxic.